# Adelise van Soissons
Adelise van Soissons was van 986 tot 1019 gravin van Soissons. Ze behoorde tot het huis der Herbertijnen.

## Levensloop
Adelise was de dochter en erfgename van graaf Gwijde I van Soissons en Adelise.
Ze was gehuwd met Nocher II, graaf van Bar-sur-Aube. Omdat Adelise soms verward wordt met haar gelijknamige moeder, wordt Nocher ook wel beschouwd als de tweede echtgenoot van haar moeder.
Na de dood van haar vader in 986 regeerden Adelise en Nocher samen over het graafschap Soissons. Na de dood van haar echtgenoot in 1019 erfde hun zoon Reinoud I Soissons. Het is niet duidelijk waar of wanneer Adelise overleed.

## Nakomelingen
Adelise en Nocher kregen volgende kinderen:
- Nocher III (overleden in 1040), graaf van Bar-sur-Aube
- Gwijde, aartsbisschop van Reims
- Reinoud I (985-1057), graaf van Soissons